# Bandera presidencial de la Argentina
La bandera presidencial de Argentina es una bandera que sirve de insignia del presidente de la Nación Argentina.
Es de uso exclusivo y solamente se enarbola en el lugar en que se encuentra el presidente de la Nación.

## Diseño y características
Su diseño, forma y colores son idénticos a los de la bandera nacional argentina en su versión de ceremonia, pero incorpora bordado en su anverso, sobre la franja superior formando un arco convexo, la expresión “REPÚBLICA ARGENTINA” y, en la franja inferior, en un arco cóncavo, la leyenda “PRESIDENCIA DE LA NACIÓN”, con letras de oro o doradas mayúsculas de 6 cm de altura.

## Uso
En la actualidad, la bandera se ve a la derecha del Sillón de Rivadavia en el despacho presidencial en Casa Rosada, como así también en el mismo edificio pero en el Salón Blanco y, en algunas ocasiones, en los lugares que está el presidente presente dentro del palacio gubernamental si así lo desea.
La Dirección General de Ceremonial de la Nación atribuye su utilización a las costumbres castrenses, ya que la Policía Federal, Prefectura Naval Argentina, Gendarmería Nacional y las Fuerzas Armadas argentinas utilizan este modelo de bandera de ceremonia. Se diferencian por tener en la franja superior, en forma de arco convexo, la inscripción del nombre de la Fuerza; y en la franja inferior, en arco cóncavo, la denominación del elemento orgánico o regimiento al que identifica.
El Presidente de la Nación, pues, como comandante en Jefe de las Fuerzas Armadas, basa su bandera en lo anteriormente comentado.

## Otras banderas

### Uso
En los archivos nacionales aparecen dos estandartes (o banderas) presidenciales que raramente se ven en uso, uno cuando el presidente esta en tierra y otro en el mar. En la actualidad solo se ha enarbolado su versión en mar.

### Especificaciones
Según el Instituto CAECBA:

La bandera naval presidencial consiste en un paño azul de 1,33: 1,00, con el Escudo de Armas Nacional en el centro y cuatro estrellas plata de cinco puntas, una en cada vértice.

Estandarte presidencial  (uso en el mar)
Estandarte presidencial  (uso en tierra)

## Galería de imágenes
|                                                                   |
| Bandera presidencial a la izquierda del presidente Raúl Alfonsín. |

|                                               |
| Carlos Menem junto a la bandera presidencial. |

|                                                                                   |
| Cristina Fernández de Kirchner dando una conferencia con la bandera a su derecha. |

|                                                                          |
| Mauricio Macri dando una conferencia con la bandera presidencial detrás. |

|                                                              |
| Alberto Fernández, con la bandera presidencial a su derecha. |